# Teatro Tribueñe
Tribueñe es un teatro de Madrid, con una compañía estable, dirigido por Irina Kouberskaya y Hugo Pérez de la Pica. Ha recibido distintos premios nacionales e internacionales. Se inauguró en 2003.

## Sede
Situado en la calle Sancho Dávila n.º 31, en el barrio de Fuente del Berro, junto a la Plaza de Toros de las Ventas y al lado del parque de la Quinta de la Fuente del Berro. Reformado a partir de un antiguo almacén de ferretería, es una sala sencilla, acogedora y con una acústica extraordinaria. Su aforo es de 120 localidades.

## Programación/ Repertorio
La programación de Tribueñe incluye tanto sus propios espectáculos como los de otras compañías Se alternan los textos dramáticos ya consagrados, junto con otros de creación propia. Además de obras teatrales, la sala también acoge recitales de poesía, conferencias y conciertos.

## La productora Tribueñe
La productora Tribueñe nace en 1998 con vocación de defender y promover la herencia del arte en todas sus facetas y dimensiones. Particularmente, Tribueñe profundiza en las raíces de la cultura española, rescatando la esencia y la riqueza de su patrimonio y aportando una nueva visión artística.
Desde su creación hasta el año 2019 ha producido treinta y cinco espectáculos. Muchas de estas producciones han hecho giras tanto nacionales como internacionales. También han participado en más de 20 Festivales Teatrales, obteniendo premios en todos aquellos en los que se entrega un galardón.

## La Compañía Tribueñe
Tribueñe cuenta con una compañía estable formada por actores, músicos y técnicos con formaciones y trayectorias profesionales muy diversas, que abarcan desde la Real Escuela Superior de Arte Dramático o el TEI hasta el Conservatorio Superior P. Tchaikovsky de Kiev, pasando por la propia escuela de teatro vinculada a la compañía, y que incluyen el teatro, el cine, la televisión, los recitales y conciertos, los tablaos flamencos y la docencia.

## Premios
| Año  | Premio | Distinción |
| ---- | --- | --- |
| 2024 | XXVII Certamen Nacional de Teatro Garnacha (Haro ) Por Muladar                                                                                                  | Premio Mejor Montaje Escénico |
| 2023 | XXXI Premios Teatro de Rojas Por los ojos de Raquel Meller | Premio Mejor Dirección Escénica |
| 2022 | XXV Certamen Nacional de Teatro Garnacha La Rioja (Haro 2022) Por La casa de Bernarda Alba                                                                      | 2º Premio Mejor Espectáculo Premio Mejor Actriz Secundaria Chelo Vivares. |
| 2021 | XXIV Premios Max de las Artes Escénicas Por Por los ojos de Raquel Meller                                                                                       | Finalista Mejor Espectáculo Musical o Lírico Finalista Mejor diseño de vestuario                                                                                               |
| 2020 | XXIII Certamen Nacional de Teatro Garnacha La Rioja (Haro, 2020) Por Por los ojos de Raquel Meller                                                              | Premio Mejor Espectáculo Premio Mejor dirección Premio del público |
| 2018 | XXI Premios Max de las Artes Escénicas por Alarde de Tonadilla, una historia de la copla                                                                        | Mejor Musical (Nominación) Mejor Vestuario (Nominación) |
| 2017 | XX Premios Max de las Artes Escénicas Alarde de Tonadilla, creación y dirección de Hugo Pérez de la Pica                                                        | Mejor Musical (Nominación) Mejor Vestuario (Nominación) |
| 2017 | Premios ADE Retablo de la avaricia, la lujuria y la muerte, de Ramón Mª del Valle Inclán. Dirección Irina Kouberskaya                                           | Mejor Dirección (Finalista) |
| 2016 | XIX Certamen Nacional de Teatro Garnacha, La Rioja Alarde de Tonadilla, creación y dirección de Hugo Pérez de la Pica                                           | Premio Mejor Montaje Escénico Premio Mejor Espectáculo (Segundo Premio) Premio del Público (Nominación) Mejor Actriz de Reparto: Raquel Valencia y Badia Albayati (Nominación) |
| 2015 | XVIII Certamen Nacional de Teatro para Directoras de Escena, Torrejón de Ardoz Regreso al hogar, de Harold Pinter. Dirección Irina Kouberskaya                  | Segundo premio Mejor Dirección |
| 2015 | Premios Max de las Artes Escénicas Regreso al hogar, de Harold Pinter. Dirección Irina Kouberskaya                                                              | Finalista Mejor Producción de las Artes Escénicas |
| 2013 | XVI Certamen Nacional de Teatro Garnacha, La Rioja La casa de Bernarda Alba, de Federico García Lorca. Dirección Irina Kouberskaya y Hugo Pérez de la Pica      | Premio Mejor Espectáculo Premio Mejor Dirección Premio Mejor Montaje Teatral                                                                                                   |
| 2013 | Festival Internacional de Teatro Butrinti 2000, Albania La casa de Bernarda Alba, de Federico García Lorca. Dirección Irina Kouberskaya y Hugo Pérez de la Pica | Premio Mejor Espectáculo Premio Mejor Compañía Teatral |
| 2012 | Premio Ojo Crítico de Teatro de RNE La casa de Bernarda Alba, de Federico García Lorca. Dirección Irina Kouberskaya y Hugo Pérez de la Pica                     | Premio a la Mejor Dirección |
| 2011 | XXXII Festival de Teatro Ciudad de Palencia La casa de Bernarda Alba, de Federico García Lorca. Dirección Irina Kouberskaya y Hugo Pérez de la Pica             | Premio a la Mejor Dirección |
| 2011 | Festival Internacional de Teatro de Chéjov de Yalta, Ucrania (2011) El jardín de los cerezos, de Antón Chéjov.                                                  | Premio Mejor Dirección: Irina Kouberskaya Premio Mejor Interpretación: Irina Kouberskaya Premio Mejor Compañía Teatral: Cía. Tríbueñe                                          |
| 2009 | XXX Festival de Teatro Ciudad de Palencia Ligazón, de Ramón María del Valle-Inclán, Dirección Irina Kouberskaya                                                 | Premio Mejor Dirección |
| 2007 | I Premio Valle-Inclán de Teatro Retablo de la avaricia ,la lujuria y la muerte, de Ramón María del Valle-Inclán, Dirección Irina Kouberskaya                    | Finalista Mejor Dirección |